# 佐久間学
佐久間 学（さくま まなぶ、1973年3月13日）は北海道出身のシンガーソングライター。
現在札幌にて活動中
札幌ギターパンダのドラムを担当

## 来歴
- 1990年 - 東京に上京し、シングル「鐘が告げた日」でデビュー。この時のキャッチフレーズは「17歳のブルースマン」だった。
- 1992年 - 所属事務所をパブリック・イメージに移籍。この3年間は月光恵亮がプロデュースを担当した。
- 1995年 - インディーズに転向。この年は久松史奈のレコーディングでコーラス参加。
- 2003年 - アルバム「数寄屋橋交差点上空50メートルのブルース」をリリース。同作リリース以降、ライブ活動を重点に置くようになる。

- 2019年 - 活動再開予定[1]。

## ディスコグラフィー

### シングル
1. 鐘が告げた日（1990年10月25日）
2. カラッカゼ（1991年4月25日）
3. 長い髪のBABE（1991年10月25日）
4. 雨の遊園地（1992年7月25日）
5. GRADUATION（1993年2月25日）
6. KEEP ME'S DISTANCE（1993年7月25日）

### アルバム
1. SHOCK MY HEAD（1991年1月25日）
2. 長い髪のBABE（1991年10月25日）
3. NINETEEN BLUE（1992年7月25日）
4. 迷走（1993年4月25日）
5. KHAOS：12（1993年12月1日）
6. 数寄屋橋交差点上空50メートルのブルース（2003年4月16日）

### ミニアルバム
1. OH MY FRIENDS（1995年5月30日）
2. Life Tours（1997年6月11日）
3. コウモリ（1998年3月21日）